# Antsirabe Afovoany
Antsirabe Afovoany är en ort i Madagaskar.   Den ligger i regionen Sofiaregionen, i den nordöstra delen av landet, 400 km norr om huvudstaden Antananarivo. Antsirabe Afovoany ligger 359 meter över havet och antalet invånare är 13 000.
Terrängen runt Antsirabe Afovoany är kuperad söderut, men norrut är den platt. Runt Antsirabe Afovoany är det ganska glesbefolkat, med 26 invånare per kvadratkilometer. Det finns inga andra samhällen i närheten. Omgivningarna runt Antsirabe Afovoany är huvudsakligen savann.